# Барабус
Барабус — зимний вид казанского транспорта, существовавший во второй половине XIX — начале XX века. Его название происходит от татарского слова «барабыз», что в переводе означает «идём, едем». Транспорт представлял собой сани-розвальни, на которые был положен мягкий тюфяк, набитый сеном или соломой. Поскольку барабусы возили пассажиров за гроши, они были популярны в бедных слоях общества. Впоследствии были вытеснены трамваем.